# Raboso

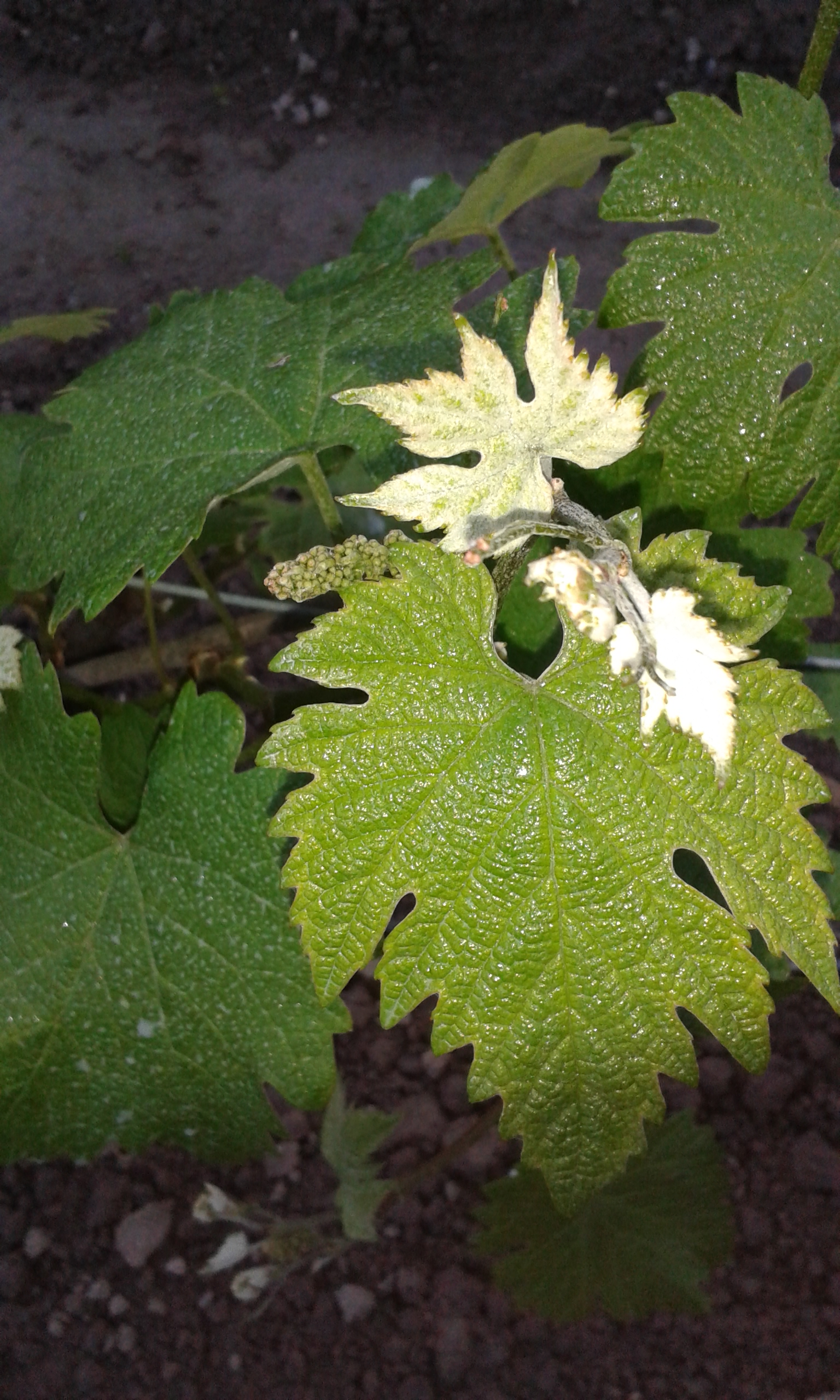
Pampino di Raboso

Con il nome Raboso (maschile) si identificano due vitigni autoctoni a bacca nera dell'area  del Piave (Raboso friulano e Raboso Veronese).
Esistono comunque altri due vitigni bianchi (al femminile) riconducibili foneticamente, ma non geneticamente, al vitigno Raboso: la Rabosina bianca e la Rabosa bianca.
Tutti e 4 i vitigni condividono fra loro una spiccata acidità, caratteristica che li rende facilmente distinguibili da tutti gli altri.
Le origini del nome Raboso sono disputate: potrebbe rimandare all'omonimo torrente che scorre nel Quartier del Piave, oppure derivare dal termine veneto rabioso per il suo sapore fortemente acido. Proprio per questo motivo il Raboso fu a lungo considerato un vitigno "rustico", adatto per la produzione di prodotti di qualità minore e vini da taglio. Tuttavia, le moderne tecniche di coltivazione e vinificazione lo hanno notevolmente rivalutato e oggi il Raboso è alla base di 2 DOC (DOC Piave e DOC Venezia) e una DOCG (DOCG Malanotte).
Il vitigno ha un grappolo grande, lungo e alato, costituito da acini di medie dimensioni con buccia blu-nera spessa e coriacea.

## Storia
Secondo l'istituto di enologia Geisenheim, in Germania, il vitigno sarebbe originario della Renania dove tutt'oggi si coltivano uve dalle caratteristiche molto simili. Successivamente venne esportato in Veneto, regione in cui è attestato almeno dal XIV secolo. Notizie più precise ci sono tramandate da Jacopo Agostinetti nel 1679.
Le piante di Raboso sono assai resistenti e sono riuscite a superare senza troppe difficoltà il dilagare della fillossera a fine dell'Ottocento.

## I Vitigni

### Raboso Piave
È tipico del Trevigiano, ma risulta assai diffuso anche nella provincia di Padova con il nome di friulara o friularo (da frio "freddo" perché la vendemmia avveniva nel tardo autunno).

### Raboso veronese
A dispetto del nome, è coltivato prevalentemente tra le province di Venezia, Vicenza, Rovigo (area del Polesine).
Da analisi genetiche si è evidenziato essere figlio diretto del Raboso Piave (madre) e della Marzemina Bianca (padre). La sua diffusione nel trevigiano, e forse la sua stessa nascita, sono da imputarsi ai poderi dei Conti Papadopoli.
Rispetto al Raboso Piave in genere origina vini più amabili, ma sempre vivacemente aciduli.